# Seszelkowate
Seszelkowate, żaby seszelskie (Sooglossidae) – rodzina płazów z rzędu płazów bezogonowych (Anura).

## Zasięg występowania
Rodzina obejmuje gatunki występujące endemicznie na Seszelach na Oceanie Indyjskim.

## Podział systematyczny
Do rodziny należą następujące rodzaje:
- Sechellophryne Nussbaum & Wu, 2007
- Sooglossus Boulenger, 1906